# Präfekturmarken
Präfekturmarken, auch bekannt als "furusato stamps" (von japanisch ふるさと furusato = "Heimatstadt"), sind Briefmarken der Japanischen Post, die die einzelnen Regionen und ihre Vorzüge vorstellen, also für diese werben sollen. Sie wurden auf Veranlassung des damaligen Premierministers Takeshita Noboru eingeführt, um der Vernachlässigung der Regionen außerhalb der Hauptstadt entgegenzuwirken. Die 47 Präfekturen Japans werden von der japanischen Post in Regionen gruppiert. Bis 2005 gab es 12 solcher Postregionen, seitdem sind es 13.

## Beschreibung
Die Marken sind amtliche Ausgaben von Japan Post und in ganz Japan gültig. Sie wurden aber vorwiegend auf regionaler Ebene vertrieben, generell nur in den Präfekturen jener Region, zu der die Präfektur gehört, für die die Marke ausgegeben wurde. Außerhalb dieser Region ist die Verfügbarkeit begrenzt: Anfänglich waren sie nur am Hauptpostamt von Tokio erhältlich, später an den Hauptpostämtern aller Präfekturen. Präfekturmarken sind somit zwischen lokalen und nationalen Ausgaben einzuordnen. Die meisten Präfekturmarken werben für eine bestimmte Präfektur, einige für zwei oder drei zugleich.
Die Präfekturmarken lassen sich anhand folgender Merkmale identifizieren:
- Bis 2007/2008 wurde für die Inschrift 日本郵便 ("Nippon Yubin" = "Japanische Post") in japanischen Schriftzeichen eine andere, modernere Schriftart als die Siegelschrift bei den nationalen Ausgaben verwendet.[2]
- Die Präfekturmarken tragen den Namen der Präfektur, für die sie werben sollen, in drei bis vier japanischen Schriftzeichen.
- Jede Präfekturmarke hat ein eigenständiges Design.

## Geschichte
Die ersten Präfekturmarken erschienen am 1. April 1989 für die Präfekturen Nagano und Yamagata. Von 1989 bis 2007 wurden in Japan etwa 800 Präfekturmarken ausgegeben, im Vergleich dazu im gleichen Zeitraum etwa 1100 Marken auf nationaler Ebene. Am 1. Oktober 2007 endete mit Gründung der Japan Post Corporation die Praxis, Präfekturmarken auszugeben, die nur an den Postämtern der betreffenden Präfekturen erhältlich sind.
Die Ausgabe von Präfekturmarken wurde offiziell 2008 eingestellt, da sich die privatisierte japanische Post verpflichtet hatte, mit ihren Dienstleistungen das ganze Land abzudecken. Jedoch wurden auf Veranlassung einiger Präfekturen 2009 und 2010 Nachauflagen auf selbstklebendem Papier hergestellt, die mit schon erschienenen Marken bildgleich sind. Zwar werden weiterhin Briefmarken mit den Namen einzelner Präfekturen ausgegeben, diese sind aber landesweit erhältlich und tragen die Bezeichnung "Nippon Yubin" in der traditionellen Schreibweise.
Während der Michel-Katalog die Präfekturmarken mit den übrigen Briefmarken Japans in der Reihenfolge ihres Erscheinens katalogisiert, führt der japanische Sakura-Katalog sie getrennt auf.